# Cavenago di Brianza
Cavenago di Brianza (lombardul: Cavenagh) település Olaszországban, Lombardia régióban, Monza e Brianza megyében. Lakosainak száma 7392 fő (2023. január 1.). Cavenago di Brianza Agrate Brianza, Basiano, Burago di Molgora, Cambiago és Ornago községekkel határos.

## Népesség
A település lakossága az elmúlt években az alábbi módon változott:
| Lakosok száma | 7141 | 7323 | 7350 | 7392 |
|               | 2013 | 2017 | 2018 | 2023 |